# マテーラの洞窟住居
マテーラの洞窟住居（マテーラのどうくつじゅうきょ）は、イタリアのバジリカータ州の町マテーラにあるユネスコの世界遺産登録物件。

## 概要

### サッシ
サッシ（石・岩を意味するサッソの複数形）は、マテーラにおいて洞窟住居を意味する。マテーラのあるグラヴィナ渓谷は石灰岩の侵食により形成され、渓谷にはこのサッシが何層にも重なって存在している。このサッシがいつ頃から作られたかは不明だが、8世紀から13世紀にかけて、東方からイスラム勢力を逃れた修道僧が住み着き、130以上の洞窟住居を構えていたといわれている。マテーラ周囲からは、旧石器時代の出土品も発見されているため、かなり古くから人々が住んでいたと考えられている。
15世紀から16世紀には、オスマン帝国に追われたアルバニア人やセルビア人などが移住。当時マテーラを支配していたアランゴーナ家は、この地域をジャンカルロ・トラマンターノ伯爵に売り渡す。トラマンターノ伯爵は、マテーラに重税を課すが、住民はこれに反発し伯爵を暗殺する。
その後、マテーラは1663年にバジリカータの州都となり繁栄期を迎える。しかし1806年にポテンツァに州都が移され、その後の経済逼迫の影響もあり衰退していく。
その後、長らく小作農民の住居であったサッシは、南イタリアの貧しさの象徴的な見方がなされた。19世紀までは比較的快適な住環境であったが、20世紀初頭より、人口が急速に増加し、元々は畜舎であった採光も水の流れも劣悪な洞窟も住居として使用されるようになった。そのため衛生状態も極度に悪化し、乳児の死亡率は50％に達した。
行政当局としてもこの状態を放置できなくなり、1950年代に法整備を行い、これにもとづきマテーラ郊外に新たな集合住宅を建設し、サッシ地区の住民を強制的に移住させた。その数は約1万5,000人に上る。
この結果、サッシ地区は無人の廃墟と化す。しかし150以上の石窟聖堂や3,000戸ほどの洞穴住居、地下水路で各戸の貯水槽に上水を供給するシステムなど、ユニークな文化的資産が見直され、1993年にユネスコの世界文化遺産に指定された。
これを契機に訪れる観光客も増え、これを対象とした宿泊施設、食堂、工芸品の販売店などが増え、現在は洞窟住居の5分の1ほどが再利用されている。

### ドゥオモ
サッシの中心には、13世紀に建築された石造のドゥオモ、マテーラ大聖堂があり、周辺には、サンタ・マリア・デ・イドリス教会、サン・ジョヴァンニ・イン・モンテローネ教会などがある。

### 旧石器時代の遺跡
世界遺産の登録外であるが、グラヴィナ渓谷を挟んでマテーラの反対側には、ムルジェッキアという旧石器時代の集落跡が発見されている。

## アクセス
SITA社のバスがマテーラとターラント（所要1時間半、毎日6本）。マロッツィ社はマテーラとローマ（所要6時間、毎日3本）。鉄道はフェッロヴィエ・アップロ・ルカーネ社がマテーラとバーリ（所要1時間半、毎日12本以上）。バスターミナルと鉄道駅は新市街のマッテオッティ広場付近にある。

## 登録基準
この世界遺産は世界遺産登録基準のうち、以下の条件を満たし、登録された（以下の基準は世界遺産センター公表の登録基準からの翻訳、引用である）。
- (3) 現存するまたは消滅した文化的伝統または文明の、唯一のまたは少なくとも稀な証拠。
- (4) 人類の歴史上重要な時代を例証する建築様式、建築物群、技術の集積または景観の優れた例。
- (5) ある文化（または複数の文化）を代表する伝統的集落、あるいは陸上ないし海上利用の際立った例。もしくは特に不可逆的な変化の中で存続が危ぶまれている人と環境の関わりあいの際立った例。

## マテーラの洞窟住居が登場する作品

### 映画
- 奇跡の丘（1964年）
- エボリ（1979年）
- 明日を夢見て（1995年）
- パッション（2004年）
- マリア（2006年）
- オーメン（2006年）
- ベン・ハー（2016年）
- ワンダーウーマン（2017年）
- マグダラのマリア（2018年）
- 007 ノー・タイム・トゥ・ダイ（2020年）
- SALAAR/サラール （2023年)

### 漫画
- D.Gray-man - 星野桂（作品内に登場する都市「マテール」は、マテーラをモデルとしている）

## 関連項目

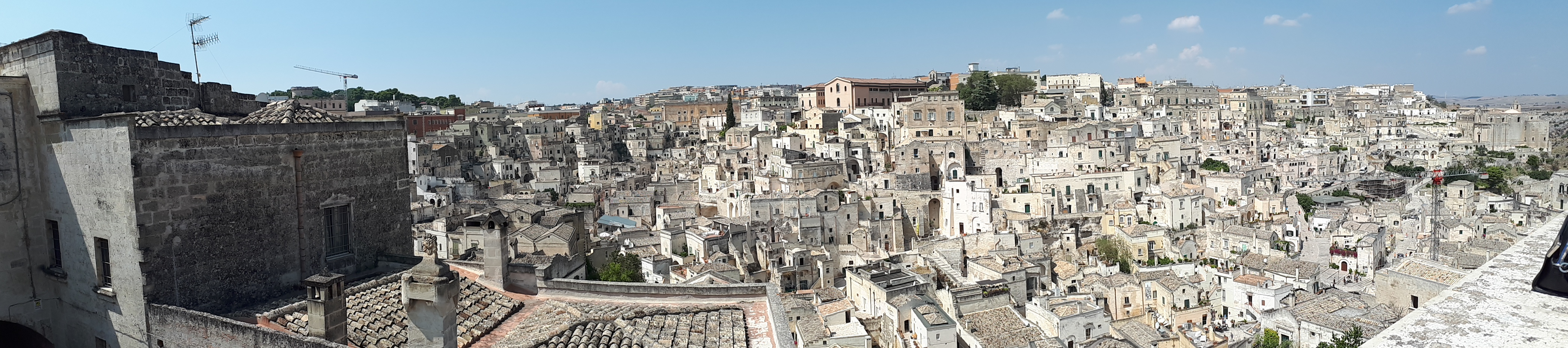
Panorama del centro storico di Matera dal piazzale della cattedrale